# Luigi Meneghello
Luigi Meneghello (Malo, 16 de febrero de 1922-Thiene, 26 de junio de 2007) fue un escritor, partisano y académico italiano.

## La familia
Nació en Malo, provincia de Vicenza, en el año 1922, hijo primogénito de Cleto Meneghello (1892-1963) y de Pia Giuseppina Canciani natural de Udine (1894-1949). Tuvo dos hermanos: Bruno (1925-2010), juez, y Gaetano (1930- 2006), ingeniero; y una hermana, Ester Elisa (nacida y muerta en 1935).
Su padre, con sus hermanos Checco, Gildo, Dino y sus hermanas Nina, Elvira y Candida, regentaban un taller mecánico. La madre, era maestra de escuela con apenas 17 años; ejercía la docencia en el Friuli cuando, en el año 1917, tras la derrota de Caporetto, tuvo que huir del Veneto. Ya en Udine, retoma la enseñanza en 1927-1928, dejando a sus hijos a cargo de su cuñada Nina. En 1928 consigue el traslado a Priabona, posteriormente enseñó en Malo, Valdagno y en Altavilla. En Malo la familia habitaba en la finca San Bernardino.

## La escuela
Asistió en sus primeros tres cursos escolares a la escuela “privada” de la maestra Prospera Moretti y logró anticipar su ingreso en la escuela elemental, un año.
En 1932 aprueba el examen de admisión en el histórico liceo clásico Pigafetta de Vicenza, al cual asistía, andando diariamente en un trayecto de ida y vuelta desde Malo, tres años en el “ginnasietto”, actual escuela secundaria de primer grado, dos años en el “ginnasio” y dos años en el liceo clásico.
Entre 1937 y 1939 la familia se traslada al centro histórico de Vicenza, a la vía Stradella San Marcello, para facilitar la asistencia diaria de los hijos a la escuela.

## La universidad, littoriali, prensa
En octubre de 1939 se matricula en la facultad de Filosofía y Letras en la Universidad de Padua. En 1940 reside en Padua en la vía Gabelli, cercano a Santa Sofía, con su compañero de estudios Renato Ghiotto, futuro periodista y publicista. En mayo de 1940 participa en las publicacionesde ideología fascista Littoriali y consigue ganar el concurso. La síntesis de su texto es publicada en el número de Gerarchia en junio de 1940 con el título: “La doctrina del fascismo y la política del Régimen en el pensamiento de Littori. La raza y las costumbres en la formación de la conciencia.” 
Entre 1940 y 1942 se dedica a escribir, anónimamente,  prosa por encargo, y colabora como auxiliar de redacción en el periódico “il Veneto” de Padua, dirigido por Carlo Barbieri. En esos años, realiza 20 exámenes en los que obtiene la calificación más alta posible, y tiene como enseñantes a grandes profesores: Luigi Stefanini (Estética); Aldo Ferrabino (Historia romana); Concetto Marchesi (Literatura latina); Diego Valeri (Pedagogía, Literatura francesa); Carlo Anti (Arqueología); Norberto Bobbio (Filosofía del Derechi); Ermimio Troilo (Filosofía moral); Giuseppe Fiocco (Historia).

## El encuentro con Antonio Giuriolo
En el verano de 1940 conoce Antonio Giuriolo, contacta con otros antifascistas posteriormente amigos: Antonio Barolini, Neri Pozza (futuro editor). A través de este último conoce y frecuenta a otros intelectuales antifascistas como Luigi Russo, Francesco Flora, Aldo Capitini, Carlo Ludovico Ragghianti, Licisco Magagnato (futuro director de los museos de Bassano de Grappa, de Vicenza y de Verona). Entre el otoño del 1942 y enero de 1943, del núcleo de este grupo se funda en Vicenza el Partito d'Azione. 
El 16 de febrero de 1942 se traslada a Roma acompañando al director de “Il Veneto” Barbieri, para asistir a una reunión con el vicesecretario del PNF, Carlo Ravasio. Aprovecha el viaje para contactar con el conocido conspirador Franco Rodano, representante del catolicismo comunista.

## Alpino
En enero del año 1943 es enviado a la escuela de oficiales alpinos de Merano (LXII batallón). A principios de verano se interrumpe el reclutamiento y es mandado a Cecina y Tarquinia. El 8 de septiembre se rebelan y toman las armas en Tarquinia. Se integra en uno de los grupos que se unen a la Resistencia italiana, y con él entra en la ciudad de Vicenza.

## La Resistencia
A su vuelta a Vicenza retoma la militancia y vive en la clandestinidad en las ciudades de Padua y Vicenza, pero el 5 de diciembre de 1943 detienen en Padua a su amigo Licisco Magagnato, el verdadero ideólogo y líder, ético y político del grupo denominado “pequeños maestros”, conocido por sus compañeros como el “vice” del “maestro”, Antonio Giuriolo. El 16 de febrero de 1944, día de su vigésimo segundo aniversario, mientras está en Malo con sus abuelos, la policía fascista irrumpe en la casa intentando capturarlo.
El 8 de marzo de 1944 parte en tren desde Vicenza por Sedico hacia Bellunese. Junto con él estaban Maria Setti (Marta en el libro Los pequeños maestros) y sus primos Benedetto y Gaetano Galla. Iban al encuentro de Antonio Giuriolo, que hacía unos meses intentaba organizar en la zona a un pequeño grupo del Partito d'Azione. Después de tres días los “reclutas” voluntarios llegaron al feltrino donde lograron contactar con Lelio Spavanello, una veintena de alpinos locales (veteranos del frente ruso y de los Balcanes), desertores de las levas de la RSI, que en el mes de abril se habían unido en la zona de Rivamonte Agordino con ocho soldados ingleses, ex prisioneros del 8.º ejército. Siguiendo las órdenes dadas por Giuriolo como representante del CLN de la Región Veneto (CLNRV), Meneghello asume el mando del departamento universitario de la zona. Tras una breve preparación, y sin el consenso del CLN Belluno,  el grupo decide realizar un asalto y robo de productos lácteos, para posteriormente distribuir toneladas de queso entre la población civil de la zona. Posteriormente el grupo se traslada a Gena (uno de los tres pueblos, actualmente deshabitados, del municipio de Sospirolo) y más tarde a California de Gosaldo, en el valle del río Mis. En abril de 1944 la formación se divide, el grupo de Vicenza parte, sin comida y andando, desde el refugio de Agordino hasta la cima del Ortigara, donde se halla el memorial de la Primera Guerra Mundial.

### En el Altiplano de Asiago
Después de innumerables dificultades políticas y organizativas, a consecuencia de la fusión con los grupos de voluntarios locales de Asiago y de Roana, el grupo de treinta personas, se acuartela a finales de mayo de 1944 en Malga Fossetta. Una de las acciones que el grupo se plantea es la de capturar al informador y oficial médico de la Enego, el Dr. Gagliardi. Preparar el boicot de la línea ferroviaria de Bassano del Grappa - Trento a la altura de un túnel, pero en la noche del 4 al 5 de junio de 1944 se ven involucrados en una emboscada de tropas nazis-fascistas.
El objetivo militar estratégico de interrumpir la línea ferroviaria, entre el 6 y 7 de junio de 1944, por parte de los partisanos y dirigido por Paride Brunetti es conocido por los historiados como el sabotaje de Tombion.
El grupo de Meneghello, cae en otra emboscada el 10 de junio, entre el Monte Zebio y el Monte Colombara, durante la cual mueren Rigoni Rinaldo ("Moretto") y su primo Gaetano Galla ("Nello"), Antonio Giuriolo es herido en la mano y, sin poderse reunir con su "jóvenes maestros", vuelve a la zona de Bolonia para continuar con la lucha y finalmente morir en los Apeninos.

### En los Colli Berici
Del julio de 1944 al otoño del mismo año, Meneghello, sobrevive a dos emboscadas, reorganiza el grupo de los estudiantes, primero en la zona de los montes de Vicenza y después en los colli Berici en la zona del lago di Fimon.

### En los GAP en Padua y el Veneto
Antes del invierno el grupo se separa y él, con Mario Mirri, Enrico Melen, Benedetto Galla, Licisco Magagnato, Sergio Perin, se trasladan a Padua y juntos organizan el Gruppi di Azione Patriottica (GAP). Personalmente él es el responsable, por órdenes del Comando Veneto del CLN, de los contactos entre las ciudades del Veneto y Milán, al amparo de una nueva identidad, “Luigino Venturi, nacido en 1926”.
En abril de 1945 organiza la insurrección de Padua, que posibilita la entrada del octavo ejército aliado. Escribe con su peculiar ironía: gracias a la presencia de Simonetta (Los pequeños maestros), la “más bella partisana del siglo, la más elegante.”

## La posguerra
Los meses posteriores al 25 de abril de 1945 los dedica al Partito d'Azione (en las agrupaciones regionales y bajo la dirección de Bruno Visentini), organiza los homenajes a los caídos.
Entre noviembre y diciembre de 1945 completa los cinco últimos exámenes en la Universidad de Padua, y el 17 de diciembre de 1945 se gradúa “con los honores más altos” con la tesis “El problema de la filosofía y de la cultura moderna en “la Crítica” (revista de Benedetto Croce). 
En febrero de 1946 asiste al congreso nacional del Partito d'Azione, donde se produce la división entre el ala del partido liderada por Ugo La Malfa y la dirigida por Emilio Lussu, eventos narrados en Bau-Sète.
Entre finales de 1946 y 1948, constatando la evolución política y cultural de Italia, contempla la idea de emigrar. En la primavera de 1947 gana un concurso del British Council para estudiar durante un año en la Universidad de Reading, donde se traslada en septiembre de 1947. La universidad le encarga el 30 de septiembre de 1948, y por un período de dos años, el curso de las “influencias del italiano en el desarrollo de la literatura, el arte y la filosofía inglesa”.

## La esposa Katia
El 23 de septiembre de 1948 Meneghello se casa en una ceremonia civil en Milán, con Katia Bleier (es la K. citada en todos sus libros), una mujer judía de origen yugoslavo y de lengua húngara, nacida y criada en Bačka, Vojvodina y más tarde en Zagreb, donde en abril de 1941, fue evacuada con su familia después de la invasión alemana.
Katia y su familia, son internados en el campo de exterminio de Auschwitz en la primavera de 1944.
Katia es la única que consigue ser liberada por las tropas británicas en abril de 1945, posteriormente en 1947, descubre que su hermana mayor Olga, había logrado escapar y entrar ilegalmente en Italia.
Fallece el 26 de septiembre de 2004 y es enterrada en Malo.

## La actividad académica en Reading
En la universidad trabaja en el departamento del profesor Donald Gordon, al que considera uno de sus grandes tutores académicos. 
Desde el curso académico de 1950-1951, el estudio de la lengua italiana se convierte en una de las materias obligatorias para realizar el FUE, examen de entrada en la universidad. 
A partir de diciembre de 1952, Meneghello colabora estrechamente con la revista “Comunità” de Adriano Olivetti, especializada en temáticas relacionadas con el período de la Segunda Guerra Mundial y en Hitler.
En 1954, como consecuencia de la enfermedad (una recaída de su tuberculosis y una posterior intervención quirúrgica) de su esposa Katia, se sumerge en el ambiente popular inglés, lo que le permite un perfeccionamiento en el conocimiento de dicha lengua.
En 1955 se crea la Sección Italiana en del Departamento de Inglés. Katia, recibe el alta hospitalaria y se trasladan a vivir a la Malborough Avenue en Reading.
Durante es te periodo, Meneghello colabora en la transmisiones radiofónicas en lengua inglesa que realiza la BBC disertando de Petrarca, Belli, Tasso, Guido Piovene. También en la BBC colabora en la sección italiana. 
Traduce textos de filosofía y de historia para su amigo y editor Neri Pozza y paraEdizioni di Comunità.
En 1961 la Universidad de Reading crea el Departamento de Estudios Italianos. Meneghello es nombrado “Senior Lecturer in Charge” y director del departamento hasta el año 1980.
En 1964 la universidad crea y ofrece a Meneghello la cátedra de Italiano. 
En 1967 se publica la traducción inglesa de Los pequeños maestrso, traducida por Raleigh Trevelyan. En 1968, el libro obtiene el premio Florio a la mejor versión en lengua inglesa de un original en italiano. 
Posteriormente, entre los años setenta y hasta 1999, formará parte del jurado del premio Florio.
En 1980 Meneghello se retira de la Universidad y de la ciudad de Reading, y se traslada a Londres. En su auto exilio, el autor reflexiona con la confrontación entre la cultura italiana y la inglesa, a partir de su experiencia de vida.

## Entre Inglaterra y Thiene
Con posterioridad al año 1980 y hasta finales del 2004, año del óbito de su esposa Katia, Meneghello vive entre Inglaterra y la ciudad de Thiene, año en el que se trasladará definitivamente, a la vía Nino Bixio. 
Muere de un infarto en su casa de Thiene el 27 de junio de 2007, siete días antes había recibido su última laurea honoris causa por la Universidad de Palermo y estaba preparado para recibir el premio de la Accademia dei Lincei previsto para el 6 de julio.
La ceremonia funeral civil, la ofició su amigo y escritor Giuseppe Barbieri. Marco Paolini leyó el inicio de Libera nos a malo, un soneto de Giuseppe Gioachino Belli, y una poesía de Giacomo Noventa.
Su tumba y la de su esposa están en la capilla familiar en el cementerio de Malo.

### Edición en español
- Los pequeños maestros, Ediciones Barataria, ISBN. ISBN 978-84-95764-69-0, 2009

## Premios
- 1968 - Premio Florio a la mejor traducción al inglés de "Los pequeños maestros"
- 1989 - Premio Bagutta por "Bau-sète!", ediciones Rizzoli
- 3 de marzo de 1989 - ciudadano de honor de la ciudad de Thiene
- 25 de febrero de 2001 – Premio Chiara 2000 a su carrera profesional
- 17 de abril de 2002 - laurea honoris causa a las Letras en Turín
- 4 de octubre de 2002 – ciudadano de honor de la ciudad de Vicenza
- 27 de mayo de 2003 - laurea honoris causa en Lengua y Cultura Extranjera en Perugia
- 20 de junio de 2007 - laurea honoris causa en Filología en Palermo
- 6 de julio de 2007 – premio Antonio Feltrinelli por la obra de la Accademia dei Lincei